# هنري مورتون ستانلي

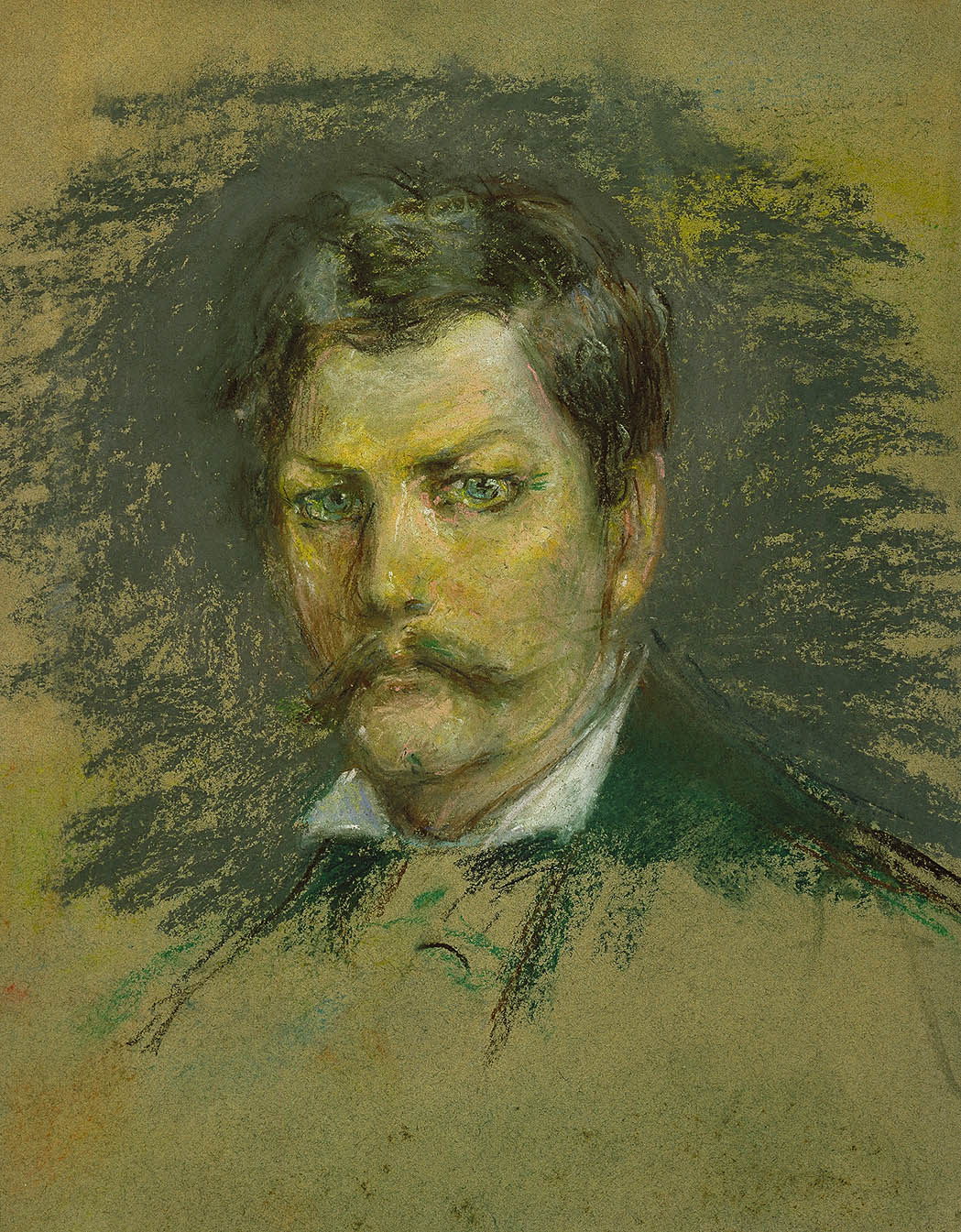
هنري مورتون ستانلي

السير هنري مورتون ستانلي (ولد باسم جون رولاندس، 28 يناير 1841 - 10 مايو 1904)، المعروف في جمهورية الكونغو الديمقراطية بلقب بولا ماتاري (أي محطم الصخور) كان صحافياً ومستكشفاً ويلزياً يعرف باستكشافاته لأفريقيا وبحثه عن ديفيد ليفينغستون.
ولد هنري مورتون ستانلي في دينباي، ويلز. انتقل إلى نيوأورلينز عام 1857. بعد القتال لكلي الطرفين في الحرب الأهلية الأمريكية، انصرف إلى الصحافة. أربحته تغطيته لحملة اللّورد نابيير الأثيوبية في عام 1868 شهرة صحفية، فكلّف للذهاب إلى أفريقيا لإيجاد ديفيد ليفينغستون. عثر ستانلي على مكان المستكشف العظيم في بحيرة تنجانيقا في 10 نوفمبر 1871، وخاطبه بكلماته المشهورة «أفترض أنك الدكتور ليفينغستون؟»
أخفق في إقناع ليفينغستون على ترك أفريقيا، فعاد ستانلي إلى إنجلترا بأخبار اكتشافه. قاد ستانلي بعثة أخرى (1874 - 1877)، تبنتها الصحافة، إلى أبعد من استكشافات ليفينغستون. ذهب إلى نهر الكونغو من مصدره إلى البحر، ولكنه وجد التطوير البريطاني غير المهتم في تلك المنطقة.
قبل ستانلي بعد ذلك دعوة ليوبولد الثاني من بلجيكا لترأّس البعثة الأخرى. أثناء هذه الرحلة الثالثة (1879 - 1884) ساعد على تنظيم دولة الكونغو الحرة سيئة السمعة (جمهورية الكونغو الديمقراطية)، عن طريق إقناع الرؤساء المحليين بمنح سيادة أرضهم إلى الملك البلجيكي. في مؤتمر برلين (1884 - 1885) كان له دور فعال في الحصول على الدعم الأمريكي لمغامرة ليوبولد للكونغو. رحلته الأفريقية الأخيرة (1887 - 1889)، لإيجاد الباشا أمين، ساعدت وضع أوغندا تحت دائرة النفوذ البريطانية. كمواطن أمريكي مجنس، أصبح ستانلي مواطناً بريطانياً مرة ثانية في 1892، ووضع في البرلمان (1895 -1900)، كما أصبح فارساً (1899). تضمنت أعماله ومؤلفاته النشيطة وتفخيمه الذاتي لمغامراته: «كيف وجدت ليفينغستون» (1872)، «خلال القارة السمراء» (1878)، «في أفريقيا الأظلم» (1890)، و«مفكرات استكشاف ه. م. ستانلي» (1961). توفي في 10 مايو 1904، في لندن، إنجلترا. بعد أن اعتبر بطلاً بريطانياً وأمريكياً لمدة قرن تقريبا، عومل ستانلي بشكل سيئ بالنسبة للدراسات التاريخة الحديثة، حيث كشف كذبه حول بعض الأحداث في حياته، كما عثر على ازدواجية في بعض من تعاملاته، والعديد من الأفعال الوحشية ضد الأفريقيين.

## روابط خارجية
- هنري مورتون ستانلي على موقع الموسوعة البريطانية (الإنجليزية)
- هنري مورتون ستانلي على موقع ميوزك برينز (الإنجليزية)
- هنري مورتون ستانلي على موقع إن إن دي بي (الإنجليزية)
- هنري مورتون ستانلي على موقع ديسكوغز (الإنجليزية)